# 柵瀨軍之佐

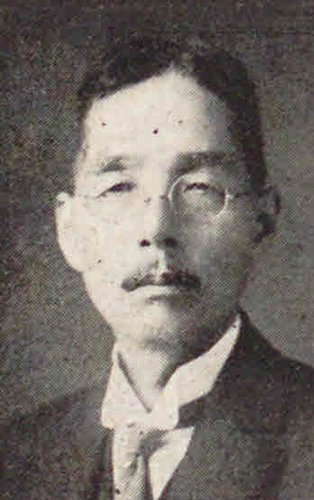
柵瀨軍之佐

柵瀨軍之佐（日语：／ Sakurai Gunnosuke，1869年2月24日—1932年8月28日），日本政治家和企業家。原是立憲民政黨的眾議院議員（6期）。他以臺灣為中心建立殖民地事業，與當地32個公司有相關。

## 經歷
柵瀨軍之佐出生於岩手縣西磐井郡中里村（今一關市），1889年就讀英吉利法律學校（現今中央大學）。曾是山梨日日新聞主編輯者、東京毎日新聞編輯長、大倉組台灣支店支配人、並設立合名會社柵瀨商會。1910年的第10回眾議院議員總選舉首次當選。同時也是加藤高明内閣和第1次若槻内閣中的商工政務次官。

## 外部連結
- 柵瀬軍之佐君 （页面存档备份，存于）日本工業倶楽部『会員追悼録』昭和9年